# Karl Siegmund von Hainsky
Karl Siegmund von Hainsky (* 1738 auf Plassow (Kreis Stolp); † 2. August 1811 in Hohendorf in Westpreußen (Kreis Stuhm)) war ein königlich preußischer Generalmajor und zuletzt Kommandeur des Dragoner-Regiments Nr. 9.
Er kam am 23. Juli 1753 als Kadett nach Berlin von dort wurde er am 9. Juni 1756 als Fähnrich in das Dragoner-Regiment Nr. 9 versetzt. Während des Siebenjährigen Krieges kämpfte er in den Schlachten bei Groß-Jägersdorf, Krefeld, Bergen, Liegnitz, Freiberg sowie in dem Gefecht bei Tannhausen und den Belagerungen von Dresden und Kolberg. Dabei wurde er in Krefeld verwundet und war 1760 kurz in russischer Gefangenschaft. Am 17. Mai 1757 wurde er Seconde-Lieutenant.
Nach dem Krieg wurde er am 4. Januar 1764 Premier-Lieutenant und am 3. April 1775 Stabshauptmann. Er nahm am Bayerischen Erbfolgekrieg teil. Am 7. September 1787 erhielt er den Pour le Mérite als Anerkennung seiner guten Leistung in der Remontekommission. Am 10. September 1787 erhielt dazu 100 Taler und wurde am 2. November 1788 zum Major befördert. Er nahm 1794 am Feldzug in Polen teil, wo er sich bei der Belagerung von Warschau auszeichnete. Am 3. Februar 1795 wurde er zum Kommandeur des Dragoner-Regiments Nr. 9 ernannt. Am 26. Mai 1798 wurde er Oberstleutnant und bereits am 26. Mai 1799 Oberst. Am 15. Dezember 1801 sollte er Chef des neuerrichteten Dragoner-Regiments Nr. 13 werden. Am 4. Januar 1802 erhielt er die Erlaubnis, diese Stelle seines Alters wegen nicht anzunehmen und stattdessen weiter Kommandeur des Dragoner-Regiments Nr. 9 zu bleiben. Fast zwei Jahre später, am 8. Dezember 1803, erhielt er seine Demission, 800 Taler Pension und den Charakter eines Generalmajors. Er starb am 2. August 1811 in Hohendorf in Westpreußen (Kreis Stuhm).
Er heiratete am 7. August 1792 in Pelonten bei Oliva Luise von Zitzewitz (* 6. Oktober 1762; † 10. September 1829) aus dem Haus Dumröse, Witwe des Joachim Reinhold von Zitzewitz (1723–1789), Oberst a. D., Kommandeur des Dragoner Regiments Nr. 9.
Die Witwe adoptierte 1812 den Rittmeister Louis von Erichsen und Trolle, der die Genehmigung erhielt sich Erichsen genannt von Zitzewitz zu nennen.